# بورك السفلى (زيلايي)
بورك السفلى (بالفارسية: بورک سفلی) هي قرية تقع في إيران في قسم زیلایی الريفي. يقدر عدد سكانها بـ 418 نسمة بحسب إحصاء 2016.